# Manska gelščina
Mánska gélščina ali mánščina (Gaelg) spada skupaj z irsko gelščino in škotsko gelščino v gelsko vejo otoških keltskih jezikov. Ima okoli 300 govorcev po svetu, od katerih jih večina živi na otoku Man (Ellan Vannin).
Manščina se je začela oddaljevati od irščine v 13. in 14. stoletju.
Manščino so nekoč govorili na celem otoku, kar pa se je spremenilo leta 1765, ko je vojvoda Athollški otok prodal britanski kroni. Zatem se je število govorcev zmanjševalo kot posledica propada manške ekonomije in porasta izseljevanja z otoka. Zaton manščine gre pripisati tudi priseljevanju iz severozahodne Anglije v poznem 18. in zgodnjem 19. stoletju. 
Do 60. let 20. stoletja sta ostala samo še dva rojena govorca manščine: Sage Kinving iz Ronaguea (umrla leta 1962) in Edward Maddrell iz Glenchassa (umrl leta 1974). Zatem je veliko strokovnjakov manški jezik razglasilo za izumrlega. Vendar se je zanimanje za jezik nekako ohranilo in veliko ljudi se je naučilo manščine kot drugega jezika. 
Število govorcev manščine na popisih prebivalstva je takole: 4.419 (leta 1901), 2.382 (leta 1911), 896 (leta 1921), 531 (leta 1931), 355 (leta 1951), 165 (leta 1961) in 284 (leta 1971). V popisu prebivalstva leta 2001 je 1.689 ljudi navedlo, da znajo govoriti, brati in pisati v manščini. 
Leta 1985 je Tinvaal (manški parlament) sprejel resolucijo o priznanju manščine kot delno uradni jezik. Takšno priznanje je bilo prvo v zgodovini jezika. S strani vlade sponzorirana Fundacija za manško dediščino (Undinys Eiraght Vannin) in Svet za manščino (Coonceil ny Gaelgey) sta bila ustanovljena za spremljanje in uravnavanje uporabe manščine. 
Manščino poučujejo v srednjih šolah od leta 1992. Od leta 2001 v manščini delujejo tudi mnogi vrtci ter osnovne šole. Tečaji manščine so postali tako priljubljeni, da je začelo primanjkovati učiteljev. 

## Poimenovanje jezika
V manščini se jezik imenuje Gaelg ali Gailck; pogosto se uporabljat obliki z določnim členom y Ghaelg ali y Ghailck. Isti etimološki izvor ima angleška beseda Gaelic. Sorodna jezika, irska in škotska gelščina, svoj jezik imenujeta Gaeilge oziroma Gàidhlig. V izogib nejasnosti se zato občasno uporabljajo besedne zveze Gaelg/Gailck Vannin (gelščina Mana) in Gaelg/Gailck Vanninnagh (manska gelščina). Za poimenovanje svojega jezika govorci manščine uporabljajo priložnostno tudi besedno zvezo Çhengey ny Mayrey, ki pomeni materinščina.

## Slovnica

### Samostalniki
Samostalniki poznajo dva slovnična spola, moškega in ženskega. Samostalniki, ki poimenujejo moške osebe, vetrove, mesece, lastnosti, kovine, so moškega spola, prav tako samostalniško rabljeni glagoli. Ženskega spola so samostalniki, ki poimenujejo ženske osebe, države, reke, mesta in tudi občna imena dreves in kamnov. Spol nakazujejo tudi določen končnice. Moškega spola so tako samostalniki, ki se končujejo na -oo (npr. jannoo – dejanje, goo – poročilo), -ey (bainey – mleko, eggey – mreža), -ed (red – stvar) ali -er (dunver – morilec). Ženkega spola so samostalniki s končnicami -oge, -age (rolage – zvezda) ali -ag.
Manščina pozna dve slovnični števili, ednino in množino. Množina se tvori z različnimi obrazili, najpogosteje:
- s spremembo edninskega obrazila -agh v -ee (imbagh – letni čas → imbee)
- s spremembo edninskega obrazila -ey v -aghyn (garey – vrt → garaghyn)
- s premeno samoglasnika v korenu besede (boayrd – miza → buird).

Redkeje se pojavljajo druga množinska obrazila, npr. -eeyn, -nyn, -jyn, -inyn, nekateri samostalniki pa imajo posebno množinsko obliko (teen – ženska → mraane; dooinney – moški → deiney).
Maščina pozna 6 sklonov (imenovalnik, rodilnik, dajalnik, tožilnik, zvalnik in ablativ), vendar se danes uporabljajo le še imenovalnik, rodilnik in dajalnik, s tem da se je slednji ohranil le še v določenih frazah.